# Слободская (деревня)
Слободская — деревня в Омутинском районе Тюменской области России. Входит в состав Шабановского сельского поселения.

## История
До 1917 года входила в состав Усть-Ламенской волости Ишимского уезда Тюменской губернии. По данным на 1926 год посёлок Слободской состоял из 180 хозяйств. В административном отношении являлась центром Слободского сельсовета Ламенского района Ишимского округа Уральской области.

## Население
| 2010 |
| ---- |
| 49   |

По данным переписи 1926 года в поселке проживало 1010 человек (519 мужчин и 491 женщина), в том числе: русские составляли 98 % населения, украинцы — 2 %.
Согласно результатам переписи 2002 года, в национальной структуре населения русские составляли 91 % из 67 чел.